# Guilherme da Prússia
O príncipe Frederico Guilherme Carlos da Prússia (em alemão: Friedrich Wilhelm Karl von Preußen; 3 de Julho de 1783 - 28 de Setembro de 1851) foi um filho do rei Frederico Guilherme II da Prússia.

## Família
Guilherme era o filho mais novo do rei Frederico Guilherme II da Prússia e da sua segunda esposa, Frederica Luísa de Hesse-Darmstadt. Entre os seus irmãos estava a princesa Frederica Carlota da Prússia, tia da rainha Vitória, o rei Frederico Guilherme III da Prússia e a princesa Guilhermina da Prússia, mãe do rei Guilherme II dos Países Baixos. Os seus avós paternos eram o príncipe Augusto Guilherme da Prússia e a duquesa Luísa de Brunswick-Wolfenbüttel. Os seus avós maternos eram Luís IX de Hesse-Darmstadt e a condessa Carolina de Zweibrücken.

## Vida
Guilherme prestou serviço militar nos Guardas a partir de 1799 e lutou nas batalhas de Jena e Auerstedt em 1806 como comandante da brigada de cavalaria. Em Dezembro de 1807 foi até Paris para tentar reduzir os impostos de guerra taxados à Prússia por Napoleão Bonaparte, mas só conseguiu uma pequena redução. Em 1808 representou a Prússia no Congresso de Erfurt. Em finais de 1808 acompanhou o seu irmão, o rei Frederico Guilherme III da Prússia, a São Petersburgo e mais tarde teria um papel fundamental na reforma da Prússia e do seu exército.
Durante a Guerra da Sexta Coligação, em 1813, Guilherme estava posicionado no quartel-general de Blücher. No dia 2 de Maio desse ano comandou a reserva de cavalaria na ala esquerda do exército durante a Batalha de Lützen e, durante a Batalha de Leipzig, negociou a união entre o exército do norte e o exército de Bluncher. Depois liderou a oitava brigada do exército de Yorck no Reno e destingiu-se pela sua bravura e conhecimentos militares nas batalhas de Château-Thierry, Laon e nos arredores de Paris.
Após o Tratado de Paris de 1814, o príncipe acompanhou o rei a Londres e esteve presente nas negociações do Congresso de Viena. Em 1815 comandou a reserva de cavalaria do quarto corpo do exército. Depois do segundo Tratado de Paris, passou a viver maioritariamente entre Paris e o Castelo de Fischbach em Kowary, perto das montanhas de Riesengebirge.
Entre 1824 e 1829, foi governador da Fortaleza Confederativa de Mogúncia. Entre 1830 e 1831 foi governador-geral da Província do Reno e de Westphalia onde inaugurou a primeira linha ferroviária em solo alemão que ligava Hinsbeck a Nierenhof através do vale Deilbach.
Após a morte da sua esposa Guilherme retirou-se da vida pública.

## Casamento e descendência
Guilherme casou-se com Maria Ana de Hesse-Homburgo no dia 12 de Janeiro de 1804. Juntos tiveram nove filhos:
1. Amália Frederica Luísa Carolina da Prússia (4 de Julho de 1805 - 23 de Novembro de 1806), morreu aos dezasseis meses de idade.
2. Irene da Prússia (3 de Novembro de 1806 - 14 de Novembro de 1806), morreu com onze dias de idade.
3. natimorto (30 de Agosto de 1809)
4. Frederico Tassilo Guilherme da Prússia (29 de Outubro de 1811 - 9 de Janeiro de 1813), morreu aos dois anos de idade.
5. Henrique Guilherme Adalberto da Prússia (29 de Outubro de 1811 - 6 de Junho de 1873), casado com Therese Elssler; com descendência.
6. Frederico Guilherme Tassilo da Prússia (15 de Novembro de 1813 - 9 de Janeiro de 1814), morreu aos dois meses de idade.
7. Maria Isabel Carolina Vitória da Prússia (18 de Junho de 1815 - 21 de Março de 1885), casada com o príncipe Carlos de Hesse-Darmstadt; com descendência.
8. Frederico Guilherme Valdemar (2 de Agosto de 1817 - 17 de Fevereiro de 1849), morreu aos 32 anos, solteiro e sem descendência.
9. Frederica Francisca Augusta Maria Hedwig da Prússia (15 de Outubro de 1825 - 17 de Maio de 1889), casada com o rei Maximiliano II da Baviera; com descendência.